# لیندزی (اکلاهما)
لیندزی(به انگلیسی: Lindsay) شهری در ایالت اکلاهما کشور ایالات متحده آمریکا است که جمعیت آن در سرشماری سال ۲۰۱۰ میلادی، ۲٬۸۴۰ نفر بوده‌است.